# Ok, está bien...
Ok, está bien… es una película mexicana, realizada en blanco y negro, de comedia dramática de 2020 dirigida por Gabriela Ivette Sandoval —en su debut como directora—, y escrita y protagonizada por Roberto Andrade Ceron. Se estrenó por primera vez en México, el 24 de noviembre de 2020, en el marco del 35° Festival Internacional de Cine de Guadalajara.

## Sinopsis
Mariano es un frustrado guionista de casi treinta años, que pasa gran parte de su tiempo viendo películas, mientras se queja del cine actual y de la vida. Pero todo cambia, cuando su primo Ramiro, proveniente de Querétaro, se instala en su casa. 

## Reparto
Los actores que participan en esta película son:  
- Roberto Andrade Cerón como Mariano
- Isabella Argudin como Mariali
- Ángel Alvarado como Ramiro
- Gabriela de Corzo como la mamá de Mariano
- Fermín Martínez como el papá de Mariano

#### Cameos
- Juan Heladio como él mismo
- Pepe Návar como él mismo

## Financiación
La película fue financiada por la sección “Guadalajara Construye” del Festival Internacional de Cine en Guadalajara, de la cual recibió los fondos para terminar la fase de postproducción . 

## Estreno
Se estrenó por primera vez en México, el 24 de noviembre de 2020, en el marco del 35° Festival Internacional de Cine de Guadalajara. Se había planeado un estreno comercial en cines en algún momento de 2020, pero no pudo llevarse a cabo debido a la pandemia de COVID-19. Finalmente, se optó por realizar un recorrido en autocinemas alrededor de la república, comenzando el 13 de febrero de 2021 en el autocinema Retrovisor, en Teotihuacán.

## Recepción

### Premios y nominaciones
| Año  | Premio                                        | Categoría         | Nominados                                  | Resultado | Ref(s) |
| ---- | --------------------------------------------- | ----------------- | ------------------------------------------ | --------- | ------ |
| 2020 | Festival Internacional de Cine de Guadalajara | Premio Mezcal     | Ok, está bien...                           | Nominada  | [ 12 ] |
| 2021 | Premio Ariel                                  | Mejor Ópera Prima | Ok, está bien..., Gabriela Ivette Sandoval | Nominada  | [ 13 ] |